# استفانو کاروزو
استفانو کاروزو (انگلیسی: Stefano Carozzo؛ زادهٔ ۱۷ ژانویهٔ ۱۹۷۹) از برندگان مدال‌های بازی‌های المپیک تابستانی و شمشیرباز اهل ایتالیا است.